# Gentiane rude
Gentianella aspera
Espèce
La Gentiane rude (Gentianella aspera) est une espèce de plantes herbacées de la famille des Gentianacées.
Absente de France, on peut la trouver dans l'est de la Suisse.